# Ana Toledo
Ana Toledo Lezeta, née à Antzuola en 1954, est une philologue, professeur, écrivain et académicienne basque espagnole de langue basque. En 2005, Ana Toledo est la seconde femme à être membre titulaire de l'Euskaltzaindia ou Académie de la langue basque, après Miren Azkarate.

## Biographie
Après un diplôme en études hispaniques, Ana Toledo obtient un doctorat en philologie basque de l'université de Deusto où elle enseigne la littérature basque.
Son principal domaine de travail et de recherche est la littérature basque, thème présent dans de nombreux documents présentés lors de conférences, dans des articles et des livres comme: Domingo Agirre: euskal eleberriaren sorrera; elle a préparé les éditions de Leiendak (1879-1891) (Etor, 1990), Txomin Agirre: Auñamendiko Lorea (Ostoak, Donostia, 1998), Juan Mari Lekuona: Ikaskuntzak euskal literaturaz (1974-1996) (Université de Deusto, Donostia, 1998).
Elle est membre de la commission de recherche littéraire à l'Académie de la langue basque depuis sa création en 1989. Académicienne correspondante depuis 1996, Ana Toledo est la deuxième femme élue en 2005 membre titulaire après Miren Azkarate.
Partenaire d'Eusko Ikaskuntza depuis 1993, Ana Toledo en est la vice-présidente pour le Guipuscoa entre 1999 et 2002. Ana Toledo fait partie du Conseil consultatif de la langue basque entre 1999 et 2003 et membre du jury de certains concours littéraires tels les prix littéraires de la députation de Biscaye, le prix Xabier Lizardi, le prix de la ville de Irun, le prix Euskadi, le prix national du livre et le prix Txomin Agirre d'Euskaltzaindia.

## Publications
- Domingo Agirre: Euskal Eleberriaren Sorrera, Diputación Foral de Bizkaia, 1989, 841 pages;
- Juan Mari Lekuona: Ikaskuntzak euskal literaturaz (1927), Elixabete Pérez Gaztelu, Ana Maria Toledo Lezeta, Esther Zulaika Ijurco, Eusko Jaurlaritza = Gobierno Vasco, 2005, 24 pages;
- Patxi Altuna (1927), Elixabete Pérez Gaztelu, Ana María Toledo Lezeta et Esther Zulaika Ijurco, Eusko Jaurlaritza, 2005, 24 pages.